# スタンドバイミー 〜気まぐれ白書〜
『スタンドバイミー ～気まぐれ白書～』（スタンドバイミー ～きまぐれはくしょ～）は、1987年8月28日から同年9月25日にかけて、TBS系列で毎週金曜日21:00 - 21:54（JST）に放送されたテレビドラマである。

## 概要
『親子ゲーム』でヒロイン役（三石加代）を演じた、志穂美悦子の主演作。なお、第1話には（前番組の）『親子ジグザグ』で主演（下別府勇次）を務めた長渕剛が、第3話以降は『親子ジグザグ』で下別府勇役を演じた伊崎充則が出演する。
（※長渕剛との再共演に関する詳細は「志穂美悦子と長渕剛の再共演」を、白井トオル役を演じた伊崎充則に関する詳細は「トオルと伸恵」をそれぞれ参照）

## ストーリー
倉田利子（志穂美悦子）が経営する、『国内ホームステイ チャイルドハウス』という児童保護施設（※以降は『チャイルドハウス』と表記）には、炊事担当の桃山音次（伊東四朗）や家庭教師担当の田島五郎（松田洋治）たちが共に生活する。そこに人間不信でワガママな中学生の上田伸恵（小川範子）が来て利子たちと悶着を繰り返す日々が続くようになるが、伸恵は白井トオル（伊崎充則）と出会ったことで徐々に心を開いていき、最後は自ら家に帰った。

## 出演

### チャイルドハウスの関係者
このドラマに登場する、児童保護施設『チャイルドハウス』の関係者たち。
倉田 利子 - 志穂美悦子
- 『チャイルドハウス』の経営者兼買い物係（※「利子」と書いて「りこ」と読む）。皆からは「利子ちゃん」や「姉ちゃん」と呼ばれるが、五郎は「利子さん」と呼ぶ。ロック音楽が好きなしっかり者であるが、怒ると怖い。しかし、ゴキブリが大の苦手。出掛ける時はオートバイを使う。
- 伸恵と初めて対面したのは八百屋で買い物をした直後。伸恵の飼い犬（後述）に吠えられた時にバランスを崩してしまい、スイカなどが入った段ボールを落とした（※このシーンの直前に長渕剛と再共演している（後述））。

桃山 音次 - 伊東四朗
- 『チャイルドハウス』の炊事係。皆からは「お父さん」や「おとさん」と呼ばれる。子供好きであるが、養った経験はない。元々は板前など、万能なシェフとして働いていたが、有名ホテルのシェフになるオファーを断り、『チャイルドハウス』で働いている。普段は野菜炒めやカレーライスなどの簡素な料理しか作らないが、第5話で伸恵たちに挑発され、ビーフストロガノフを作った。
- 競馬好きが高じて五郎と意気投合し、五郎にお金を貸しているが、そのお金は1円も帰って来ない。出掛ける時は自転車を使う。

田島 五郎 - 松田洋治
- 『チャイルドハウス』で下宿する大学生。下宿代の代わりに家庭教師と夜の見回り係を任されているが、自分に甘く、お金の管理が苦手（「音次からお金を借り、競馬で負けて借金が増える」という癖が直らないうえ、施設の利用者からお金を借りることやチラシ貼りの仕事をサボるなど、ズルが絡む話を挙げるとキリがない）で、納豆が嫌い。利子からは「五郎ちゃん」、皆からは「お兄ちゃん」と呼ばれるが、ケチが付くとケンカになることもある。
- 伸恵が帰った日の午後に銭湯へ行き、その帰り道で『チャイルドハウス』のポストに伸恵の名で封筒が入っていることに驚いたが、その中身は利子・音次・五郎へ宛てた感謝の手紙だった。

### 上田家
このドラマのもう1つの主人公、伸恵とその親。いびつな家庭環境に悩まされる娘とその原因となった親。
上田 伸恵 - 小川範子
- 不幸な境遇（後述）に育ったせいで「幸せ」というものを知らないワガママな中学1年生。皆からは「伸（）ちゃん」と呼ばれる。「ケン」という犬を飼っており、常に溺愛する。しかし、第1話ではその犬を使って利子・そば屋の出前持・酒場の酔っ払いたちに悪事を働いた（利子は先述。他は後述）。その後、条件付きで施設に預けられることを許されたが、自分からトラブルを起こすことや利子と衝突することが多く、五郎などとケンカになったこともあるが、トオルと出会ったことで徐々に心を開いた（※「トオルと伸恵」を参照）。しかし、家に帰ることだけは嫌がっていた（※第4話で利子にビンタされた後、利子に抱き着いて「帰りたくない」と泣きながら話した）。
- 第4話で自宅に電話を掛けたが、夫の愛人が電話に出てイタズラ電話を疑われてしまい、電話を切られてしまう。伸恵はこの時何も話さなかったが、電話を切られた後に話しているフリをして本音を伝えた。
- 第5話で自宅に帰ろうするシーンが1度だけあるが、その時に愛人が父親の帰りを出迎える様子を目撃してしまう（※この様子は自宅近くに隠れて覗き見していた）。その後も『チャイルドハウス』でトラブルを起こしたが、音次がビーフストロガノフを作った翌朝、自ら家に帰った。その日の夕方、ケンの散歩をするときに『チャイルドハウス』の前に立ち寄り、ポストに投函した封筒（感謝の手紙）が無くなったのを確認した後、その施設内の様子を玄関ドアからこっそりと覗き見したが、利子たちは誰も気付かなかった。普段と変わらない様子を見て安心した伸恵は、「さよなら」と言ってからその場を去った。

伸恵の父 - 斎藤洋介
- 伸恵は「パパ」と呼ぶが、名はシンイチ（第4話で判明したが、字は不明）である。伸恵は「2年前からロンドンに単身赴任中」と話したが、第1話の終盤で愛人と自宅に居ることが伸恵にバレてしまう。気が弱過ぎることが災いして音次を怒らせてしまったこともあるが、第4話で利子が伸恵にビンタした時は「何するんだ、ウチの娘に！」と怒った。
- 第3話で妻と離婚する予定であることを伸恵に話し、「（父または母の）どちらと一緒に暮らすか？」ということを伸恵に聞いたが、伸恵は両方を拒否した（※第4話にも同様の話があるが、この時も伸恵は両方を拒否している）。
- 愛車はBMW・316（左ハンドル車(欧州仕様)で、車体色は白）であり、第3話から第5話に登場する。

伸恵の母 - 鷲尾真知子
- 伸恵は「ママ」と呼ぶが、名は不明。伸恵は「パパがロンドンで倒れたから、看病に行った」と話したが、帰国していた。第2話と第4話で迎えに来るが、利子と伸恵で取っ組み合いのケンカとなってしまう。
- 第4話で夫と『チャイルドハウス』を訪れた時にはこの施設のことを「野蛮な所」と批判したが、音次に「野蛮で悪かったですね」と言い返された。

#### 上田家の夫の愛人
上田家に忍び寄った黒い影。気の弱い夫をなだめる愛人だが、家庭が崩壊しそうになる引き金を作ったのもこの人。伸恵はこの人のことを憎んでいる。
愛人 - 野村真美
- 第1話と第4話・第5話に出演。気が強く、伸恵の父を奪うこともいとわない。第4話は声（通話シーン）のみ。第5話では、伸恵の父を伸恵の自宅の玄関で迎えるシーンもあった。

### チャイルドハウスで預かった児童
利子が経営する、『チャイルドハウス』で預かった児童の皆さん。
武夫 - 浅尾和憲
- 『チャイルドハウス』に預けられた男子小学生。母が「山田ですが」と名乗ったため、正式な役名は「山田武夫」である。同施設の庭で他の男子と車の工作（※夏休みの宿題の1つ）をしたり、ゲーム機（ファミリーコンピュータ）のコントローラー争いで他の男子ともめることもあったが、去り際に「夏休みの宿題が終わるまでここに居たい」という本心を漏らしたため、この施設のことは嫌っていない。

太郎 - 石上大輔
- 『チャイルドハウス』に預けられた男子小学生。第1話は五郎の部屋で立ち小便をし、第2話は自分の布団で寝小便して迷惑を掛けた。母が迎えに来た時、前日の夜に伸恵が起こした悪事を利子に告げ口してから母と一緒に帰る。

哲也 - 坂根慶祐
- 『チャイルドハウス』に預けられた男子小学生。隆の友達でもある。第2話で母から手厚い歓迎を受けた後、隆たちと一緒に食事へ行った。

隆 - 岩瀬威司
- 『チャイルドハウス』に預けられた男子小学生。同施設から帰る時に父親から食事に誘われ、「ハンバーグがいい」と語るなど、わんぱくな面がある。第5話で『チャイルドハウス』に電話を掛けて「哲也と一緒に泊まる」ことを話したが、声は聞こえなかった。

浩一 - 斎藤誠治
- 『チャイルドハウス』に預けられた男子小学生。第1話のみ出演。

ユウコ - 土井千恵子
- 第2話のみ出演。『チャイルドハウス』に預ける予定だった小学3年生の娘。「ユウちゃん」と呼ばれるが、母から離れようとしない。それを見た伸恵がビンタして泣いたことが原因で母を怒らせてしまい、母と一緒に帰ってしまう。

白井トオル - 伊崎充則
- 第3話から第5話で出演。父がオーストラリアへ出張するため、『チャイルドハウス』に預けられる。坊主頭の小学生で口数は少ないが、伸恵のことを深く心配する。その一方、お金の件で五郎にからかわれることもあった。伸恵とのやり取りに関する詳細は「トオルと伸恵」を参照。
- 第5話で五郎と再会し、チラシ貼りをしている所を利子に見付かった。その後、『チャイルドハウス』に遊びに来たが、この日は夕食を食べた後、家に帰った。なお、伸恵が家に帰った日の夕方から再び『チャイルドハウス』の世話になったが、この時は音次と五郎に「またお世話になりまーす」とあいさつしている（※利子を見掛けたときは何も話さなかったが、背中を軽くトントンと突いている）。

#### 児童たちの保護者
『チャイルドハウス』で預かった児童たちの保護者。児童を預けた理由は様々。
武夫の母 - 和泉ちぬ
- 第1話のみ出演。『チャイルドハウス』を訪ねた際に「ごめんください、山田ですが」と名乗った。武夫のことが心配だったが、利子の話を聞いて安心した。夫が病気にかかり、その看病をするため武夫をこの施設に預けていた。

太郎の母 - 五十嵐美鈴
- 第2話のみ登場。『チャイルドハウス』に預けた太郎を迎えに来て、「ちゃんとお利口にしてた？」と心配した後、太郎の服を少し引っ張ってシワを伸ばす。

哲也の母 - 井原千寿子
- 第2話のみ出演。迎えに来たシーンで「未婚の母」とカミングアウトし、隆の父と意気投合する。取材旅行のため、哲也を預けていた。

隆の父 - 綾田俊樹
- 第2話のみ出演。迎えに来たシーンで「男手ひとつのモンですから、長期出張の時は－（以降略）」と語る。同じタイミングで迎えに来た哲也の母と意気投合し、子供と一緒に食事に行く。

ユウコの母 - 猪俣光世
- 第2話のみ出演。「1泊だけ預かって」とお願いし、ユウコを『チャイルドハウス』に預ける。なお、「主人が迎えに行く」というやり取りはあったが、そのシーンはなかった（先述）。

トオルの父 - 中原丈雄
- 第3話と第4話で出演。羊毛の買い付けでオーストラリアへ出張するため、息子のトオルを『チャイルドハウス』に預ける。礼儀正しく、息子のことを良く理解する父親である。第5話は電話のみの出演となったが、声は聞こえなかった。

### 町の人たち
『チャイルドハウス』がある町で働く人・暮らす人（※学校関係者は別記）。
森下巡査 - 渡部雄作
- 第1話から第3話で出演。『チャイルドハウス』がある町を管轄する交番の巡査で、利子とは顔なじみである。なお、出演シーンは下記を参照。
  - 第1話：夜の商店街でトラブルを起こした伸恵とその飼い犬を保護して交番で対応した。交番で犬に吠えられた時にイス（キャスター付き）に登ったが、バランスを崩して後ろに転んでしまう。
  - 第2話：巡回中、電柱にチラシ貼りをする利子に注意したが、その電柱に気を取られてしまう。利子はこの時、巡査の背中にチラシを貼っている。
  - 第3話：ゲームセンターの前で中学生と取っ組み合いのケンカをしてケガを負ったトオルを保護して『チャイルドハウス』に連れて帰り、利子と音次にその件に関する経緯を話した（※映像は『チャイルドハウス』で利子たちに説明するシーンのみ）。

医師 - 島田彰
- 第2話のみ出演。近所の町医者。伸恵が足を痛めた時に診察し、「仮病」と診断した。

周旋屋 - 市川夏江
- 第4話のみ出演。不動産屋のおばさん。五郎の物件探しに協力するが、お金（予算）が無いことを理由に断わられてしまう。

八百屋のオヤジ - 不破万作
- 第1話と第2話のみ出演。八百屋の店主で「ゲンさん」というあだ名がある。通行人にトイレを貸すなど優しい面もあるが、気が短いこと・利子のことが好きで下ネタが増えてしまうことが玉にキズ。妻が居るが、劇中には登場しない。

長渕剛（特別出演）
- 第1話の序盤のみ出演。商店街内で腹痛を起こして八百屋のトイレを借りた。役名は無い（※詳細は「志穂美悦子と長渕剛の再共演」を参照）。

### 学校関係者
伸恵が通う中学校の先生、その学校に通う伸恵のお友達。
伸恵の担任の先生 - 山岡八高
- 第2話のみ出演。伸恵が通う中学校の先生で、姓は「ヤマモト」（字は不明）。利子に迎えをお願いする電話をし、利子が来るとバイクのことをからかう。

伸恵の友達 - 吉田由美、関菜穂子、山崎あかね
- 第2話から第4話で出演。伸恵が通う中学校の友達で、仲が良い。

### 競馬中継番組
第5話で声のみ出演。音次と五郎がテレビで見た競馬中継で、レースの実況と解説を担当した。
アナウンサー - 吉田功
- 競馬中継のアナウンサー。

解説者 - 武川信介
- 競馬中継の解説者。

### その他の出演
出前持 - 田辺達也
- 第1話のみ出演。そば屋の出前持であり、伸恵の飼い犬に襲われた被害者の1人でもある。犬に吠えられた時は戸惑っていた。伸恵がその場を離れようとしたときに怒ったが、伸恵に腕を噛まれてしまう。

酔っ払い1 - 渡辺司
酔っ払い2 - 佐久間一生
酔っ払い3 - 峯好浩
- 第1話のみ出演。酒場を酔っ払いながら歩く、サラリーマン3人組。こちらも伸恵の飼い犬に吠えられた時は戸惑っていたが、ホウキやデッキブラシで抵抗することが精いっぱいだった。

## スタッフ
- 脚本 - 横田与志
- 音楽 - 城之内ミサ
- プロデューサー - 柳井満
- 演出 - 大岡進（第1話、2話、4話）、吉田秋生（第3話、5話）
- スタジオ：緑山スタジオ・シティ
- 制作著作：TBS

## 主題歌
- 「気まぐれ白書」城之内ミサ（MOON RECORDS）
  - 作詞・作曲・歌:城之内ミサ／編曲:重実徹

## 放送リスト
| 各話  | 放送日        | 視聴率 |
| ----- | ------------- | ------ |
| 第1話 | 1987年8月28日 | 23.2%  |
| 第2話 | 1987年9月04日 | 24.5%  |
| 第3話 | 1987年9月11日 | 25.3%  |
| 第4話 | 1987年9月18日 | 25.1%  |
| 第5話 | 1987年9月25日 | 26.7%  |

## エピソード

### 志穂美悦子と長渕剛の再共演
長渕剛は第1話で「腹痛を起こし、八百屋のトイレを借りた通行人」という設定でゲスト出演（役名なし）し、志穂美悦子と再共演した。TBSが制作したテレビドラマで共演したのは『親子ゲーム』以来となるため、約1年ぶりとなる。なお、長渕との共演シーンに関する話の流れは下記の通りであり、長渕は（前番組の）『親子ジグザグ』で演じた食堂店の衣装で出演したが、「女好き」などの細かい設定は変わらなかった。
ここでは役名で話の流れを解説するため志穂美悦子は「利子」、長渕剛は「勇次」（※役名がないため、前作品の役名で代用）、八百屋のオヤジは「オヤジ」と記す。

#### 共演シーンの流れ
セリフ（原文ママ）はすべて太字表記。なお、本編につながるシーンはこの共演シーンの直後から始まるため、このシーンは本編との関連性はほぼない。
1. 利子、八百屋に行ってスイカ[注 27]を買い、代金を払う（※この時点でオヤジがトイレを勇次に貸しているため、勇次は「紙ねぇぞ、紙！」と怒鳴る）。
2. オヤジ、紙（トイレットペーパー）の場所を勇次に言った後、（スイカを右手でトントン叩く）利子にお釣りを渡す。
3. 勇次、もう1回怒鳴るも、オヤジは怒鳴り返す。利子、「誰？」と聞くとオヤジは「知らねぇ野郎だよ。いきなりトイレ貸せってよ」と返す。
4. トイレ（店の奥）から勇次が店のほうへ出て、オヤジに文句を言う。利子、スイカなどが入った段ボール箱を持ち上げる[注 28]。
5. 勇次が利子にナンパすると、利子が「アンタの出番、もう終わったでしょっ！[注 29]」と返す。
6. 勇次が「あと」と言った後、利子の左頬へ無理矢理にキスをすると嫌がられる。利子はその後、「呆れた、もう！」と言って右足を突き上げた後、更に文句を言う[注 30]。
7. 利子から離れた勇次はその後、商店街を歩く別の女性（2人組）にナンパするも、再び断られる。
8. 勇次、利子に気付いて立ち止まり、利子に向かってしばらく手を振った後、「ろくなもんじゃねえ」[注 31]を歌いながら（利子から）遠ざかる。
9. 勇次が去る姿を見た利子は「何が『ぴいぴいぴい』だ！[注 32]」と言って八百屋から去る。

#### 再共演後
- このドラマで主役（倉田利子役）を演じた志穂美悦子と第1話でゲスト出演した長渕剛は、第1話の放送翌日（1987年8月29日）に結婚（※長渕は再婚）を発表した[注 33][1]。

### トオルと伸恵
口数が少ない小学生のトオルと「幸せ」を知らない中学生の伸恵が初めて対面したのは第3話である。トオルは伸恵のことを他の誰よりも深く心配し、何とかして伸恵のことを助けようとした。ここでは、トオルと伸恵が共演した第3話以降のエピソードをまとめて紹介する。

#### 第3話
- 布団を押し入れにしまう時に伸恵の部屋に行って「背が届かないから布団をしまってほしい」という旨をジェスチャーで伝えた後、トオルの部屋に行ったが、伸恵に断られた。
- 学校へ登校する時に伸恵と一緒に行こうとしたが、途中で伸恵に断られてしまう。トオルはその後、ゲームセンターの前で中学生と取っ組み合いのケンカしてケガを負ったため、学校を休んだ。その日の夕方、犬の散歩に出掛けた伸恵の後を追うと伸恵に石を投げられ、頭をケガしてしまう。なお、伸恵はこの時、応急手当（※傷口をハンカチで当てる）をしている。
- トオルは自分がケガしたことで気を悪くした伸恵を慰めるため、その日の夜に（自分の枕を抱えて）伸恵の部屋に行ったが、1度は断られた。トオルはその部屋から追い出された後も部屋の前に居続けたことで伸恵が根負けし、部屋に連れ込んだが何も語らなかったため、伸恵は枕でトオルの頭を殴った。トオルはその後、伸恵に枕を投げ付けると伸恵が嬉しそうに「（仕返しに対して）やったなー」と言うとトオルは嬉しそうな表情を見せた（※この時に伸恵と打ち解けた）。
- 伸恵の両親が離婚する予定（先述）であることにショックを感じて心を閉ざした伸恵を助けるため、トオルはケンをいじめるフリ（※ケンのすぐ前でカサを地面に叩きつける）をした。伸恵は怒ったが、音次は「（伸恵に）下に降りて来てもらいたかった」と代弁し、利子が問い掛けるとうなずいた。
- 伸恵がハサミを使って自殺しようとしたとき、トオルは「止めて！」と叫んだ後、もう一度「止めて」と言って（ハサミを持つ）伸恵の手を解いた。

#### 第4話
- 伸恵が自分の部屋で食事をしている時、（後日に行われる）授業参観のことをトオルに話したが、黙って伸恵の意見に同意することで精一杯だった。
- トオルと伸恵がペアを組んで音次とオセロをした時、トオルは多く裏返せるマスを伸恵にこっそりと教えたが、音次に「教えちゃダメだよ」と注意された。
- オセロの途中でトオルの父から電話が掛かり、トオルは父と嬉しそうに話したが、それを見た伸恵はケンの散歩に出掛けてしまった。
- トオルが自分の部屋から出ようとしたときに伸恵がトオルの部屋に入り、トオルの両肩を押さえて「元気でね」と言うと、トオルは「伸姉ちゃんも」と返した。
- トオルの父が迎えに来た時、伸恵は階段でその様子を少し見た後、すぐに2階に戻った。なお、トオルは帰り際に2階へ駆け上がり、伸恵にトオルの父からもらった水色のキーホルダー（お土産）をプレゼントした[注 34]。

#### 第5話（最終回）
- 『チャイルドハウス』に遊びに来てホットケーキを食べている時に伸恵と再会したが、伸恵はケンを動物病院に連れて行かなかったことに対してイライラしていた。なお、伸恵は（犬小屋に居る）ケンの前では冷静になって様子がおかしいことを他の誰よりも心配していた。トオルはケンにエサをあげた時、伸恵と一緒にケンの様子を心配した。なお、（動物病院での）診断結果は夏バテだった。
- トオルは伸恵の隣のイスに座って音次と一緒に夕食を食べた後、家に帰った。この帰り際、伸恵に「帰っちゃうの？」と聞かれるとトオルは「お父さんが出張の時、また来るから」と言った。それを聞いた伸恵は「待ってるね」と言ったが、この2人の会話はこれが最後となった[注 35]。
- 伸恵が家に帰った日の夕方から再び『チャイルドハウス』の世話になったが、犬小屋にケンが居ないことに気付き、「ケンは？散歩？」と聞くと利子が「伸ちゃんと一緒に、お家帰った」と言った。トオルはショックを感じたが、すぐに笑顔を取り戻した。

## その他
- このドラマに出演した伊東は、事実上の後作となった『スタンドバイミーII 〜気まぐれ天使〜』にも出演している。
- このドラマで伸恵役を演じた小川と同ドラマの演出家[注 36]の1人、吉田は2005年（平成17年）7月1日に入籍を公表した[2]。